# Khusus
Khusus of Al-Khusus (Arabisch: الخصوص) is een stad in het gouvernement Al Qalyubiyah. De stad heeft 502.864 inwoners. Khusus ligt ten noorden van Caïro en is onderdeel van diens agglomeratie.